# Tanker SHI 70 000 Arc6
Die Schiffe der Serie Tanker SHI 70 000 Arc6 sind Zweiwege-Tanker mit Eisbrecherfähigkeit. Sie wurden von der südkoreanischen Werft Samsung Heavy Industries (Geoje Shipyard, Busan) für das russische Unternehmen Sovcomflot gebaut. Sie fahren unter der Flagge Russlands, Heimathafen ist St. Petersburg.

## Einzelheiten
Konzipiert sind die Schiffe mit Panamax-Abmessungen als Shuttle-Tanker. Sie werden für den Transport von im Varandey-Ölfeld in der Petschorasee geförderten Erdöl nach Murmansk eingesetzt. Sie verfügen dafür über eine Beladeeinrichtung mit einer Kapazität von 10.000 m³/h am Bug. Die Gesamtkapazität der zehn Ladetanks sowie der zwei Sloptanks beträgt 86.368,1 m³.
Die Schiffe können in eisfreien und in eisbedeckten Gewässern fahren. Der Rumpf der Schiffe ist eisverstärkt, die Schiffe mit der Eisklasse „1A Super“ klassifiziert (russische Eisklasse „Arc6“). Sie können bis zu 1,5 m dickes Eis brechen und dabei noch eine Geschwindigkeit von bis zu 3 kn erreichen.

## Technische Daten
Der dieselelektrische Antrieb der Schiffe erfolgt über zwei unter dem Heck aufgehängten Azipods mit je 10.000 kW Leistung. Die Elektromotoren verfügen jeweils über eine Leistung 11.600 kW. Für die Stromversorgung sind zwei Wärtsilä-Dieselgeneratoren vom Typ 16V38B mit jeweils 11.200 kW eingebaut. Darüber hinaus ist ein weiterer Generator mit einer Leistung von 4.200 kW sowie ein Hafengenerator mit 1.000 kW und ein Notgenerator mit 640 kW Leistung verbaut.

## Die Schiffe
| Tanker SHI 70 000 ARC6 | Tanker SHI 70 000 ARC6 | Tanker SHI 70 000 ARC6 | Tanker SHI 70 000 ARC6                          |
| Schiffsname            | Baunummer              | IMO-Nummer             | Kiellegung Stapellauf Ablieferung               |
| ---------------------- | ---------------------- | ---------------------- | ----------------------------------------------- |
| Vasily Dinkov          | 1660                   | 9372547                | 17. April 2007 20 Juni 2007 1. Januar 2008      |
| Kapitan Gotsky         | 1661                   | 9372559                | 15. Oktober 2007 18. Dezember 2007 27. Mai 2008 |
| Timofey Guzhenko       | 1662                   | 9372561                | 30. Juni 2008 30. August 2008 24. Februar 2009  |